# Sopot (Srbsko)
Sopot (srbskou cyrilicí Сопот) je město a správní středisko stejnojmenné opštiny v Srbsku. Administrativně je jednou z částí a odlehlých předměstí Bělehradu. Leží u břehu řeky Lug, na úpatí hory Kosmaj, asi 40 km jihozápadně od centra Bělehradu. V roce 2011 žilo v Sopotu 4 548 obyvatel, v celé opštině pak 20 367 obyvatel. Naprostou národnostní většinu tvoří Srbové, žije zde ale i Romové, Černohorci, Makedonci a Chorvati. Rozloha města je 23,05 km², rozloha opštiny 270,67 km².
Opština se administrativně dělí na město Sopot a patnáct vesnic. Mezi tyto vesnice patří Babe, Drlupa, Dučina, Đurinci, Guberevac, Mala Ivanča, Mali Požarevac, Nemenikuće, Parcani, Popović, Ralja, Rogača, Sibnica, Slatina a Stojnik.
Většina obyvatel se zabývá velkoobchodem a maloobchodem, opravou motorových vozidel, stavebním průmyslem, vyučováním a prací ve zdravotnických zařízeních.